# 농악무
농악무는 원시인들의 군중무용이 조선 시대에 이르는 사이에 점차로 발달한 것으로, 삼한 시대에는 집단무용으로서의 궤도에 올랐다. 이때에 벌써 수십명이 다체가 되어 몸을 움직이고 발을 딛는 것이 다르고 손짓·발짓도 박자에 맞추었다는 것을 <위지동이전>에서 볼 수 있다. 그 뒤 고려 예종과 공민왕 때 농악용에 적당한 태평소·징·꽹과리 등이 수입됨으로써 순수한 향토악기인 소고와 합세하여 더 한층 활발하여졌다. 이로써 고려 중엽 이후로 더욱 진전을 보게 되어 단체무용으로서의 형식을 갖추게 되었다.
그 노는 방법은 여러 형태가 있으니, 6진(六陣)·수진(水陣)과 8진법(八陣法) 등으로 움직이는 것이다. 이 법은 농악무로서, 고도로 발달되어 있는 남한지방에서 성행한다. 이 춤의 연희하는 순서는 진풀이·느진 풍류(風流)·교환(交換)·영산(靈山)·송진(送陣)·가적(歌的)·극적(劇的)·무용적(舞踊的)·해산(解散)굿 등 10여 과장(科場)으로 변화되어 있다.
농악무에 사용되는 악기는 꽹과리·징·북·장고·소고·호적 등이고, 이 춤의 진행은 상쇠(上釗)가 전담하고 소고와 북·장고 등이 보조역할을 한다. 한국의 궁중무용이나 궁중악이 과거 봉건시대에는 왕공가(王公家)에 예속되어 일부 특권계급의 완상용(玩賞用)에 소용되었으나, 이 농악무만은 발생한 뒤부터 농민 대중들이 키워오고 이끌어 내려온 것으로, 장구한 역사를 가진 호화 발랄한 민속무용이다. 농악무는 전국에 산재해 있어 지방에 따라 약간의 차이점이 있으나 대동소이하고, 농어촌에서 유일한 오락물일 뿐 아니라 또한 민속적인 세시풍속의 행사에는 반드시 참가하는 것이다.

## 같이 보기
- 풍물놀이